# Жанаминський сільський округ
Жанами́нський сільський округ (каз. Жанама ауылдық округі, рос. Жанаминский сельский округ) — адміністративна одиниця у складі Алакольського району Жетисуської області Казахстану. Адміністративний центр — село Жанама.
Населення — 2043 особи (2021; 2260 у 2009, 2648 у 1999, 2912 у 1989).
Станом на 1989 рік існували Жанаминська сільська рада (села Жанама, Стара Жанама) та Карабулацька сільська рада (село Карабулак).

## Склад
До складу округу входять такі населені пункти:
| Населений пункт    | Населення, осіб (1989) | Населення, осіб (1999) | Населення, осіб (2009) | Населення, осіб (2021) |
| ------------------ | ---------------------- | ---------------------- | ---------------------- | ---------------------- |
| Жанама, село       | 1185                   | 1526                   | 924                    | 892                    |
| Карабулак, село    | 1420                   | 1007                   | 1136                   | 997                    |
| Стара Жанама, село | 307                    | 115                    | 200                    | 154                    |